# Josef Manger
Josef Manger   (Bamberg, 26 de maig de 1913 - Tutzing, 13 de març de 1991) fou un aixecador alemany que va competir durant les dècades de 1930 i 1940.
El 1936 va prendre part en els Jocs Olímpics de Berlín, on guanyà la medalla d'or en la competició del pes pesant  del programa d'halterofília.
En el seu palmarès també destaquen dues medalles d'or al Campionat del Món d'halterofília, el 1937 i 1938 i dues més al Campionat d'Europa, plata el 1934 i or el 1935. També fou sis vegades campió d'Alemanya (1935-36, 1938-41) i aconseguí fins a vint rècords del món.